# Still Going Brown
Still Going Brown är ett tvådelat album av Tunnan och Moroten släppt 2008. Den första delen, Still Going Brown EP består av albumets första fyra låtar. Den andra delen rubriceras Bonus, Outgivna och Sidoprojekt och består av spår 5 till 16.

## Låtlista
1. "Taxi Homofil" – 1:52
2. "Besök i Arslet" – 2:12
3. "Cykelmannen" – 2:46
4. "Breaking the Lavemang (Judas Priest Cover)" – 2:31
5. "Bajsfest i min röv (Outgiven)" – 2:05
6. "Stomipåse i bastun (Outgiven sketch)" – 0:49
7. "Sexpack Gödselstack (Outgiven)" – 1:40
8. "Tunnan Goes Acid (Tunnan Sidoprojekt)" – 4:03
9. "TSR und Tunnan – Dansa era svin (live)" – 4:20
10. "Child Labour ist Guuut (Tunnan Sidoprojekt)" – 2:45
11. "Gulag Trio - Voi Gubben Und Sin Makkara" – 4:29
12. "Eat Your Brain (Samarbete med nån från studio)" – 2:48
13. "Kannibal Karneval (Outgiven)" – 1:40
14. "Rosa Ätpinne – Dråååger är bäst (T&M Cover)" – 1:54
15. "Jens und Arne – Äta Bajs (T&M Cover)" – 1:09
16. "Tunnan pissar (Outgiven Sketch)" – 0:22

## Fotnoter
1. ↑  ”Arkiverade kopian”. Arkiverad från originalet den 25 maj 2012. https://archive.is/20120525194712/http://loading.se/forum.php?thread_id=35375#. Läst 25 maj 2012.